# Ołeksandr Holikow
Ołeksandr Władysławowycz Holikow, ukr. Олександр Владиславович Голіков (ur. 13 listopada 1991 w Doniecku) – ukraiński piłkarz, grający na pozycji obrońcy.

## Kariera piłkarska

### Kariera klubowa
Wychowanek Akademii Piłkarskiej Szachtar Donieck, barwy której bronił w juniorskich mistrzostwach Ukrainy (DJuFL). 8 września 2007 roku rozpoczął karierę piłkarską w drużynie Szachtar U-19, potem grał w trzeciej drużynie. W 2011 występował na zasadach wypożyczenia w Zorii Ługańsk. Latem 2011 przeszedł do Olimpiku Donieck, w którym grał przez pół roku. Po rocznej przerwie wiosną 2014 został piłkarzem klubu Makijiwwuhilla Makiejewka, w którym grał do końca października, a potem przeniósł się do Enerhii Nowa Kachowka. 13 lipca 2015 podpisał kontrakt z PFK Sumy. W lipcu 2016 jako wolny agent zasilił skład Arsenału Kijów. Na początku 2017 został piłkarzem FK Połtawa. 15 lipca 2018 podpisał kontrakt z FK Lwów. 12 grudnia 2018 opuścił lwowski klub, a 8 lutego 2019 został piłkarzem Czornomorca Odessa. 26 listopada 2019 opuścił odeski klub. 4 lutego 2020 podpisał kontrakt z Obołoń-Browarem Kijów.

### Kariera reprezentacyjna
W 2009 występował w juniorskiej reprezentacji Ukrainy U-19.

## Sukcesy i odznaczenia

### Sukcesy klubowe
FK Połtawa
- wicemistrz Ukraińskiej Pierwszej Ligi: 2017/18